# Hampont
Hampont település Franciaországban, Moselle megyében. Lakosainak száma 167 fő (2022. január 1.). Hampont Burlioncourt, Château-Voué, Haraucourt-sur-Seille, Morville-lès-Vic, Moyenvic, Obreck és Puttigny községekkel határos.

## Népesség
A település népességének változása:
| Lakosok száma | 240  | 228  | 223  | 212  | 201  | 190  | 185  | 180  | 176  | 167  |
|               | 1968 | 1982 | 1990 | 2006 | 2013 | 2015 | 2017 | 2019 | 2020 | 2022 |